# Credito deteriorato
I crediti deteriorati o prestiti non performanti (in inglese non performing loans, NPL) sono crediti delle banche (mutui, finanziamenti, prestiti) che i debitori non riescono più a ripagare regolarmente o del tutto. Si tratta in pratica di crediti delle banche (debiti per gli altri soggetti) per i quali la riscossione è incerta sia in termini di rispetto della scadenza sia per l'ammontare dell'esposizione di capitale. I non performing loans nel linguaggio bancario sono chiamati anche crediti deteriorati o crediti inesigibili e si distinguono in varie categorie fra le quali le più importanti sono le sofferenze.

## Gestione
Queste posizioni in perdita devono essere integralmente coperte dalle aziende di credito. Esse possono essere risolte direttamente o le posizioni possono essere cedute a prezzi di saldo, solitamente lotti numerosi a fronte di denaro liquido, a società che studiano la composizione del portafoglio e valutano le probabilità (centile) di riscossione dei crediti deteriorati sulla base delle informazioni commerciali dei soggetti debitori (fallimento, insolvenza senza fallimento, ritardo nei pagamenti).
Secondo una ricerca mirata al caso italiano dove sia le garanzie che i tempi di recupero dei crediti sono stati presi in esame, si è dimostrato la causa maggiore delle perdite delle banche è dovuta ai secondi. In altri termini, il contesto legale e i lunghi tempi richiesti dalle procedure burocratiche italiane sembrano abbassare drasticamente le possibilità di recupero nei confronti delle controparti inadempienti.

## Classificazione
Nel 2008, la Banca d'Italia ha classificato i crediti deteriorati o non performing loans in tre sottoclassi: 
1. Crediti in sofferenza (Bad loans);
2. Inadempienze probabili (Unlikely-to-pay exposures, UTP);
3. Esposizioni scadute e/o sconfinate (Overdrawn and/or past-due exposures).

Tale classificazione in tre categorie è la medesima prevista dai criteri contabili adottati dal Single Supervisory Mechanism e dall'Autorità bancaria europea.

Oltre agli NPL, esiste inoltre la classe dei crediti ristrutturati (forborne credit, di tipo performante e non performante).
Secondo il rapporto PricewaterhouseCoopers pubblicato dicembre del 2018, le sofferenze e le inadempienze probabili delle banche italiane erano pari rispettivamente a 130 e 86 miliardi di euro, rispetto ai 165 miliardi e 94 miliardi dell'anno precedente. 
Al 2017, la concentrazione dei crediti Utp nelle prime dieci banche italiane era dell'80%, di cui il 53% nei primi tre. Il tasso di copertura dei primi 10 istituti di credito italiani che è risultato del 65,8% per i Bad Loans e del 35% per gli UTP, rispetto al 61,6% e al 31,0% del 2017.

## Crediti in sofferenza
I crediti in sofferenza sono quei crediti bancari la cui riscossione non è certa (per le banche e gli intermediari finanziari che hanno erogato il finanziamento) poiché i soggetti debitori si trovano in stato d'insolvenza (anche non accertato giudizialmente) o in situazioni sostanzialmente equiparabili.
Le banche e gli intermediari finanziari devono informare per iscritto il cliente e gli eventuali coobbligati (ad esempio i garanti) la prima volta che lo segnalano a "sofferenza". Si prescinde, pertanto, dall'esistenza di eventuali garanzie (reali o personali) poste a presidio dei crediti. Sono escluse le posizioni la cui situazione di anomalia sia riconducibile a profili attinenti al rischio-paese. La classificazione di un credito tra quelli in "sofferenza" implica una valutazione da parte dell'intermediario della situazione finanziaria del cliente che equipari il soggetto a uno stato di insolvenza. La “sofferenza” non va confusa con un semplice ritardo del cliente nei pagamenti all'intermediario, in quanto il ritardo nei pagamenti non è una condizione sufficiente per la segnalazione a "sofferenza" alla Centrale dei rischi o nel bilancio dell'intermediario finanziario.

## Centrale rischi
Per sorvegliare il rischio a livello nel sistema bancario, la Banca d'Italia, che vigila sulla sana e prudente gestione delle aziende di credito, ha creato la Centrale dei rischi, un archivio nel quale confluiscono le posizioni debitorie di ogni soggetto nei confronti di tutti gli intermediari permettendo per ogni debitore il calcolo della posizione globale di rischio e consentendo agli uffici di vigilanza di Bankitalia di monitorare la stabilità del sistema creditizio e agli intermediari di controllare la solvibilità dei clienti, prima di fare affidamenti, per evitare di erogare credito a soggetti già insolventi od eccessivamente esposti.

## Fondo Atlante 1 e 2
Nell'aprile 2016, per intervenire nelle crisi bancarie provocate dalla grossa quantità di NPL detenuti dagli istituti, è stato costituito il Fondo Atlante per sostenere la loro ricapitalizzazione e rilevare i crediti in sofferenza. Ad agosto 2016 è stato fondato anche il Fondo Atlante 2 per investire unicamente in crediti deteriorati e strumenti collegati ad operazioni in NPL.